# Kanton Marseille-Saint-Mauront
Der Kanton Marseille-Saint-Mauront war von 1886 bis 2015 ein französischer Wahlkreis im Arrondissement Marseille, im Département Bouches-du-Rhône und in der Region Provence-Alpes-Côte d’Azur. Die landesweiten Änderungen in der Zusammensetzung der Kantone brachten im März 2015 seine Auflösung.
Er umfasste Teile des 15. Arrondissements von Marseille mit den Stadtteilen:

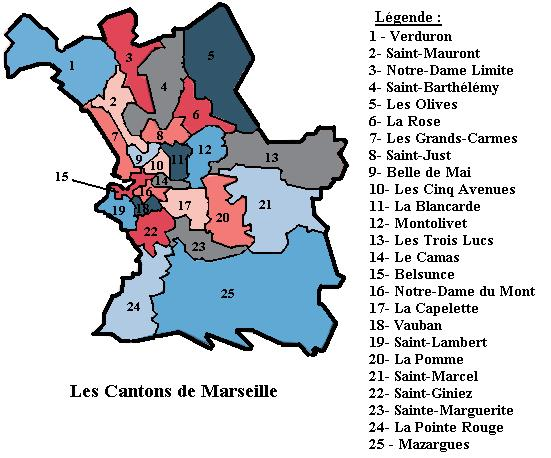
Die Kantonsaufteilung von Marseille bis zum Jahr 2015

- La Cabucelle
- La Calade
- Les Crottes
- La Delorme
- Les Eygalades
- Saint-Mauron
- Saint-Louis
- La Vilette